# Faisal al-Qassem

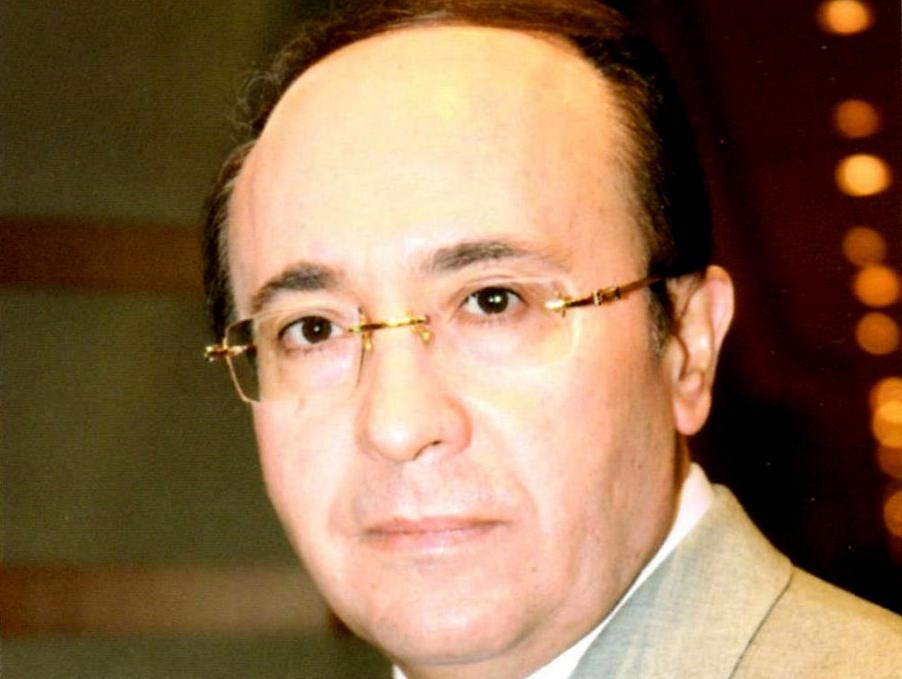
Faisal al-Qassem (2014)

Faisal al-Qassem (arabisch فيصل القاسم, DMG Faiṣal Al-Qāssam, * 3. Juni 1961 in Al-Thalah bei As-Suwaida) ist ein syrischer Redakteur von Talkshows beim Arabischen Nachrichtensender Al Jazeera. Er besitzt sowohl die syrische als auch die britische Staatsangehörigkeit.

## Leben
Al-Qassem stammt aus einer drusischen Familie. Er studierte Theaterwissenschaften an der University of Hull, bevor er zu Al-Jazeera ging. Al-Qassem ist in der Arabischen Welt durch seine Sendung bei Al Jazeera populär. Bevor er dort begann, hat er acht Jahre als Produzent von politischen und kulturellen Sendungen bei BBC Arabic Radio and TV gearbeitet. Er ist als Gegner des früheren syrischen Regimes bekannt.

## Kritik
Im Mai 2015 fragte er während eines Auftritts im Fernsehen, ob alle Alawiten in Syrien getötet werden sollten, was zu heftiger Kritik führte.

## Privates
Al-Qassem ist verheiratet und hat drei Kinder, eine Tochter und zwei Söhne.